# Мандър
Мандър или Мандъра (на турски: Muradiye) е село в Мала Азия, Турция, Вилает Балъкесир.

## История
В 19 век Мандър е едно от най-известните села на малоазийските българи.
През 1873 г. там е открито първото българско светско училище сред малоазийските българи.
Българското население на Мандър се изселва в България на няколко пъти. Първата значителна изселническа кампания се осъществява чрез размяна на имоти и стока с турското население на селата Реджеп махале (днес Арковна), Ягнило и Елес Факъ (сега Доброплодно) във Варненска околия в периода 1880-1886 г. Последните български жители на Мандър са насилствено прогонени през пролетта 1914 година и се заселват в тогавашното село Лъджа (сега квартал на Ивайловград).